# Innovatiediffusie
Innovatiediffusie vormt al lang een onderwerp van het geografisch onderzoek. Spreiding van een fenomeen, idee of techniek over een bepaalde populatie of regio omvat fundamentele geografische elementen als afstand, richting en ruimtelijke verscheidenheid en vormt aldus een gebied van gerechtvaardigde geografische belangstelling. Er zijn twee benaderingen.
De eerste benadering is ontwikkeld binnen de context van de culturele geografie. Carl Ortwin Sauer wordt algemeen beschouwd als de centrale figuur binnen deze richting, die gekenmerkt wordt door een kwalitatief-beschrijvende benadering met de nadruk op de landschappelijke ontwikkeling in de tijd. Dikwijls beziet men in dit type onderzoek een afzonderlijk fenomeen (een bepaald cultuurkenmerk). Men probeert de ruimtelijke spreiding, die na verloop van een lange tijd ontstaan is, te verklaren. Bovendien wordt het effect van de innovatie op de fysische of culturele omgeving geanalyseerd.
Naast de empirische inductieve benadering heeft zich een kwantitatief-mathematische benadering ontwikkeld. Deze benadering is bekend geworden door het werk van de Zweedse geograaf Torsten Hägerstrand en past heel goed in de traditie van de ruimtelijke analyse en behaviorale geografie. Hägerstrand gaat uit van de veronderstelling dat het accepteren van een vernieuwing geschiedt via informatieoverdracht in de persoonlijke sfeer (face-to-face contacten). Met andere woorden men accepteert een innovatie eerst dan wanneer men er via een gesprek kennis mee gemaakt heeft of wanneer men het verschijnsel met eigen ogen heeft gezien. Op grond van deze veronderstelling kan het innovatiediffusieproces worden beschreven in termen van de waarschijnlijkheid waarmee persoonlijke contacten gerealiseerd worden. Belangrijk daarbij is de onderlinge afstand tussen de potentiële informatie-ontvangers.

## Het verloop van een innovatieproces
Het diffusieproces van een innovatie kent een bepaalde fasering. Hägerstrand onderscheidt een viertal fasen:
- Het primaire stadium, waarbij de innovatie zeer snel wordt geaccepteerd in het centrum
- Het diffusiestadium. De adoptiesnelheid vertraagt in het oorspronkelijke centrum en wordt naar buiten toe groter. Nieuwe centra ontstaan en de regionale verschillen worden kleiner.
- Het condensatiestadium: de innovatie is nu algemeen bekend en de acceptatie gaat trager in de zin dat de percentages langzamer stijgen.
- Ten slotte komt de eindfase: het verzadigingsstadium, waarin de percentages niet meer veranderen omdat de innovatie overal is aanvaard.

Deze fasen lopen in elkaar over. Het proces is continu en men spreekt dan ook van innovation golven. Veel diffusieprocessen doorlopen niet alle fasen doch breken voortijdig af (het verschijnsel van de rage). Sommige onderzoekers voegen er nog een fase aan toe waarin als reactie op de eerste innovatiegolf gezocht wordt naar mogelijkheden om het groeiproces op gang te houden. Dit is bijvoorbeeld het geval bij ondernemingen waar door middel van een innovatie een omzetgroei gerealiseerd wordt. Wanneer het verzadigingspunt bereikt wordt, moet men naar wegen zoeken de groei te continueren. Dat kan o.a. door weer nieuwe innovaties.
Het diffusieproces van innovatie wordt doorgaans mathematisch beschreven door de logistieke functie, een S-vormige curve. Zij stijgt in het begin, als de innovaties zich over een gebied beginnen te verspreiden langzaam, dan sneller om ten slotte minder snel toe te nemen en zelfs af te vlakken, wanneer het verzadigingspunt bereikt wordt.

## Verschillende typen innovatiediffusies
Er zijn verschillende typen innovatiediffusies:
- Contactdiffusie. De vernieuwing verspreidt zich doordat binnen een sociaal netwerk over vernieuwingen wordt gesproken
- Hiërarchische diffusie. De vernieuwing verspreidt zich als het ware sprongsgewijs over een groot gebied. Massamedia spelen een belangrijke rol. Een goed voorbeeld is de spreiding van een nieuwe modetrend. De start ligt doorgaans in de toonaangevende modecentra zoals Parijs, New York, Londen of Milaan. Van daaruit ‘springt’ de vernieuwing over de direct aangrenzende gebieden heen naar andere grote stedelijke centra in de wereld. Eerst in een later stadium worden kleinere plattelandscentra bereikt. De grotere toegankelijkheid van massacommunicatiemedia (internet, mobiele telefonie) dempt overigens het hiërarchische karakter van de spreiding.
- Relocatiediffusie. De vernieuwing verspreidt zich doordat migranten de kennis meenemen naar hun nieuwe woongebied.

## Barrières voor spreiding
Het spreidingsproces kan op verschillende manieren worden gehinderd. Men onderscheidt de volgende typen barrières:
- Fysieke barrières. Voorbeelden zijn niet moeilijk ze vinden: woestijnen, gebergten, moerassen, meren etc. etc. Afhankelijk van de technische en economische mogelijkheden zijn deze barrières in meer of mindere mate remmend, vertragend of blokkerend.
- Socio-culturele barrières. Taalverschillen bijvoorbeeld kunnen zeer remmend werken op de spreiding van een innovatie
- Religieuze barrières. Uiteraard vaak niet los te zien van die genoemd in de vorige categorie. In Nederland valt in dit opzicht te denken aan de remmende werking die uitgaat van opvattingen in kringen van streng gereformeerden of orthodox-Katholieken bij de acceptatie van bepaalde ideeën (abortus, geboortebeperking, inentingen etc.).
- Psychologische barrières. In dit vlak speelt bijvoorbeeld het demonstratie-effect. De aarzelingen bij potentiële adaptors wordt eerst overwonnen wanneer invloedrijke personen de innovatie geaccepteerd hebben.

Enkele kritiekpunten op de toepassing van innovatiediffusiemodellen:
- Innovatiediffusie wordt te sterk afhankelijk gemaakt van de mogelijkheid informatie te spreiden. Communicatiemedia, onderwijs of voorlichtingscentra alleen zijn niet voldoende voor de innovatiediffusie als de sociaal-economische structuur niet veranderd.
- Er is te vaak te weinig aandacht voor het waarom van de spreiding van vernieuwingen bij toepassing van diffusiemodellen.